# 聖保羅教堂 (伯明翰)

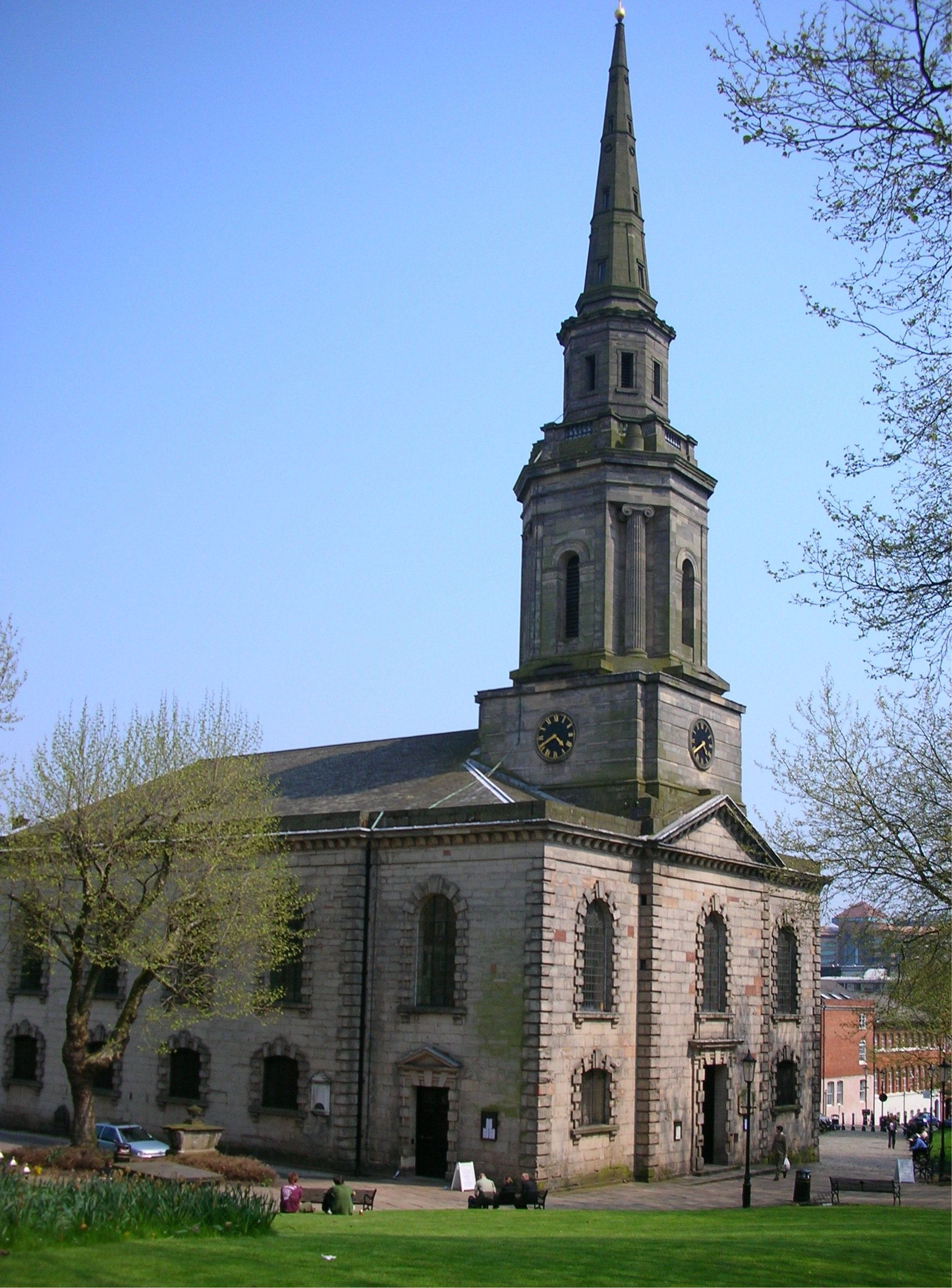

聖保羅教堂（英語：St Paul's Church）是位於英國英格蘭城市伯明翰的一座教堂，為喬治亞式建築。這座教堂是英國的一級保護建築。教堂開始建設於1777年，在1779年竣工。

## 外部連結
- St Paul's Church Website